# 조르체페트로프시

조르체페트로프 시의 위치

조르체페트로프시(마케도니아어: Општина Ѓорче Петров)는 마케도니아 공화국의 수도인 스코페를 구성하는 10개 지방 자치체 가운데 하나로 면적은 66.93km2, 인구는 41,634명(2002년 기준)이다. 지방 자치체 이름은 불가리아의 혁명가인 교르체 페트로프(불가리아어: Гьорче Петров, 마케도니아어: Ѓорче Петров 조르체 페트로프, 1865년 4월 2일 ~ 1921년 6월 28일)에서 유래된 이름이다. 남서쪽으로는 사라이 시, 남동쪽으로는 카르포시 시, 동쪽으로는 추체르산데보 시, 북쪽으로는 코소보와 접한다.